# 1EdTech
Tổ chức giáo dục toàn cầu IMS (gọi tắt là IMS Global) là một tổ chức toàn cầu, phi lợi nhuận, được thành lập với mục đích thúc đẩy sự phát triển và tác động của công nghệ giáo dục vào việc học tập và đào tạo toàn cầu. Các thành viên của IMS Global đi đầu trong việc hình thành và phát triển nền công nghiệp dạy học qua sự hỗ trợ của cộng đồng bằng sự kết hợp các tiêu chuẩn dạy học và sự đầu tư vào giáo dục. Các hoạt động chính của tổ chức này là phát triển các tiêu chuẩn và các bản mô tả như QTI và IMS Content Package, hiện đang được sử dụng trong các hệ thống giáo dục trên toàn thế giới.